# Горестницы
Горестницы — деревня в Осьминском сельском поселении Лужского района Ленинградской области.

## История
Деревня Горестицы, состоящая из 40 крестьянских дворов, упоминается на карте Санкт-Петербургской губернии Ф. Ф. Шуберта 1834 года.

ГОРИСТИЦЫ — деревня принадлежит её величеству, число жителей по ревизии: 123 м. п., 155 ж. п. (1838 год)

Деревня Горестицы из 40 дворов отмечена на карте профессора С. С. Куторги 1852 года.

ГОРЕСТИЦЫ — деревня Гдовского её величества имения, по просёлочной дороге, число дворов — 41, число душ — 135 м. п. (1856 год)

ГОРЕСТИЦЫ — деревня удельная при колодце, число дворов — 45, число жителей: 168 м. п., 160 ж. п.; Часовня православная. (1862 год)

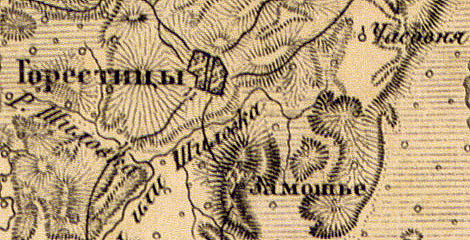
Деревня Горестницы на карте 1863 года

Согласно карте из «Исторического атласа Санкт-Петербургской Губернии» 1863 года деревня называлась Горестицы.
Сборник Центрального статистического комитета описывал её так:

ГОРЕСТИЦА — деревня бывшая удельная при озере Сомре, дворов — 46, жителей — 347; часовня, лавка. (1885 год)

В XIX — начале XX века деревня административно относилась к Старопольской волости 2-го земского участка 1-го стана Гдовского уезда Санкт-Петербургской губернии.
По данным «Памятной книжки Санкт-Петербургской губернии» за 1905 год деревня Горестицы образовывала Горестицкое сельское общество.
С 1917 по 1919 год деревня Горестицы входила в состав Осьминской волости Гдовского уезда.
С 1920 года, в составе Самровской волости.
С 1922 года, в составе Горестицкого сельсовета Осьминской волости Кингисеппского уезда.
С 1924 года, в составе Самровского сельсовета.

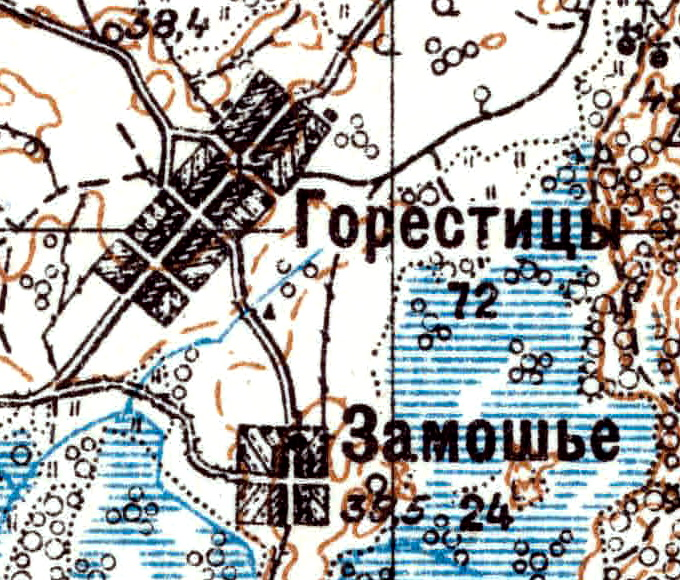
Деревня Горестницы карте 1926 года

Согласно топографической карте 1926 года деревня называлась Горестицы и насчитывала 72 крестьянских двора, в центре деревни находилась часовня.
С 1927 года, в составе Осьминского района.
В 1928 году население деревни Горестицы составляло 341 человек.
По данным 1933 года деревня Горестицы входила в состав Самровского сельсовета Осьминского района.
C 1 августа 1941 года по 31 января 1944 года деревня находилась в оккупации.
С 1961 года, в составе Сланцевского района.
С 1963 года, в составе Рельского сельсовета Лужского района.
В 1965 году население деревни Горестицы составляло 32 человека.
По данным 1966, 1973 и 1990 годов деревня называлась Горестницы и также входила в состав Рельского сельсовета Лужского района.
В 1997 году в деревне Горестницы Рельской волости проживали 14 человек, в 2002 году — 10 человек (все русские).
В 2007 году в деревне Горестницы Осьминского СП проживали 5 человек.

## География
Деревня расположена в западной части района на автодороге 41К-020 (Сижно — Осьмино).
Расстояние до административного центра поселения — 19 км.
Расстояние до ближайшей железнодорожной станции Молосковицы — 75 км.
К югу деревни протекает река Прудовка.

## Демография
| 1838 | 1862 | 1885 | 1928 | 1965 | 1997 | 2007 |
| ---- | ---- | ---- | ---- | ---- | ---- | ---- |
| 278  | ↗328 | ↗347 | ↘341 | ↘32  | ↘14  | ↘5   |
| 2010 | 2017 |      |      |      |      |      |
| ↘4   | ↘2   |      |      |      |      |      |

## Улицы
Центральная.